# Priental-Museum

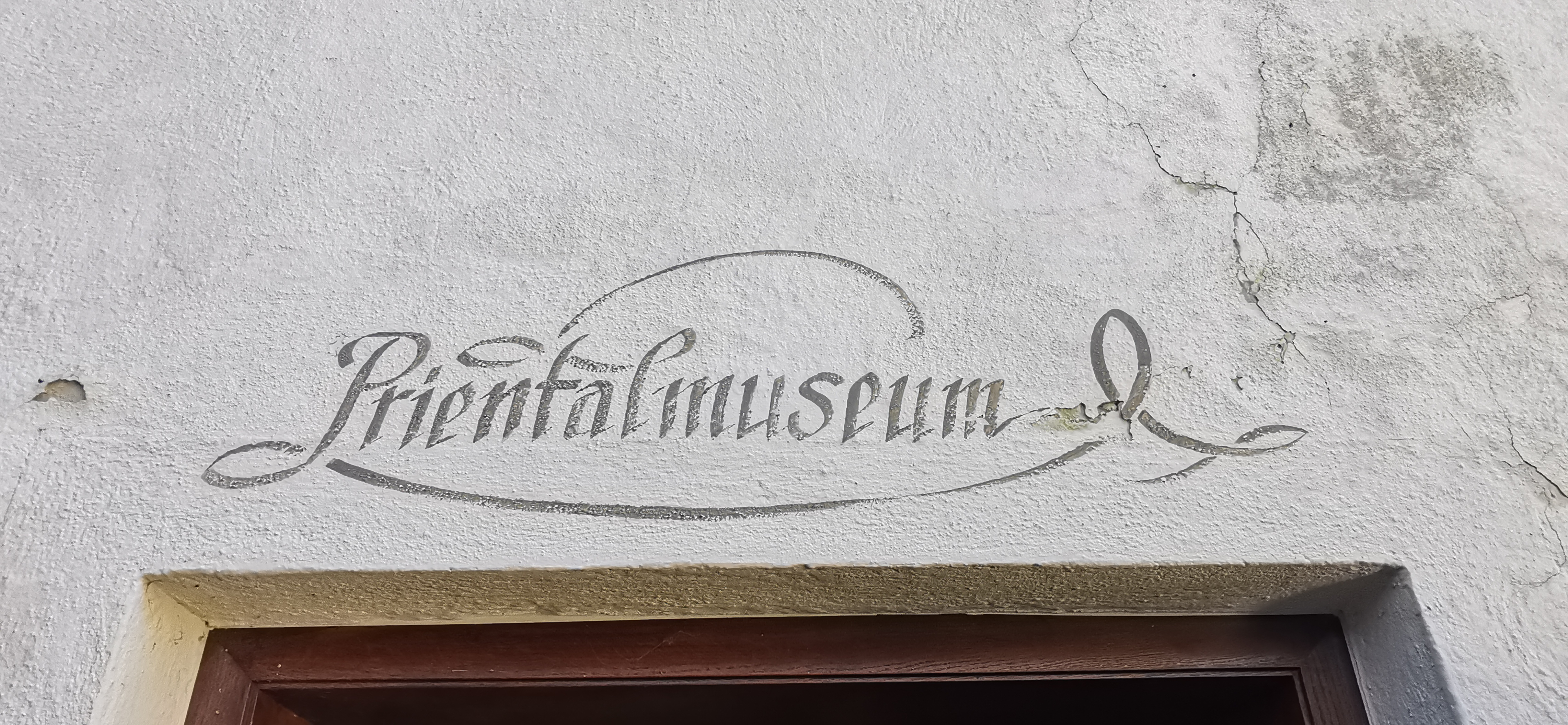

Das Priental-Museum ist ein Heimatmuseum auf Schloss Hohenaschau im Chiemgau.
Es befindet sich im um 1680 erbauten früheren Benefiziaten- und Mesnerhaus des Schlosses. Es wurde im Juni 1988 eröffnet und ist auf zwei Etagen untergebracht. Es wird vom Aschauer Heimat- und Geschichtsverein betreut. Das Museum dokumentiert unter anderem die Herrschaft Hohenaschau, Ausgrabungen sowie die Eisenindustrie im Priental.

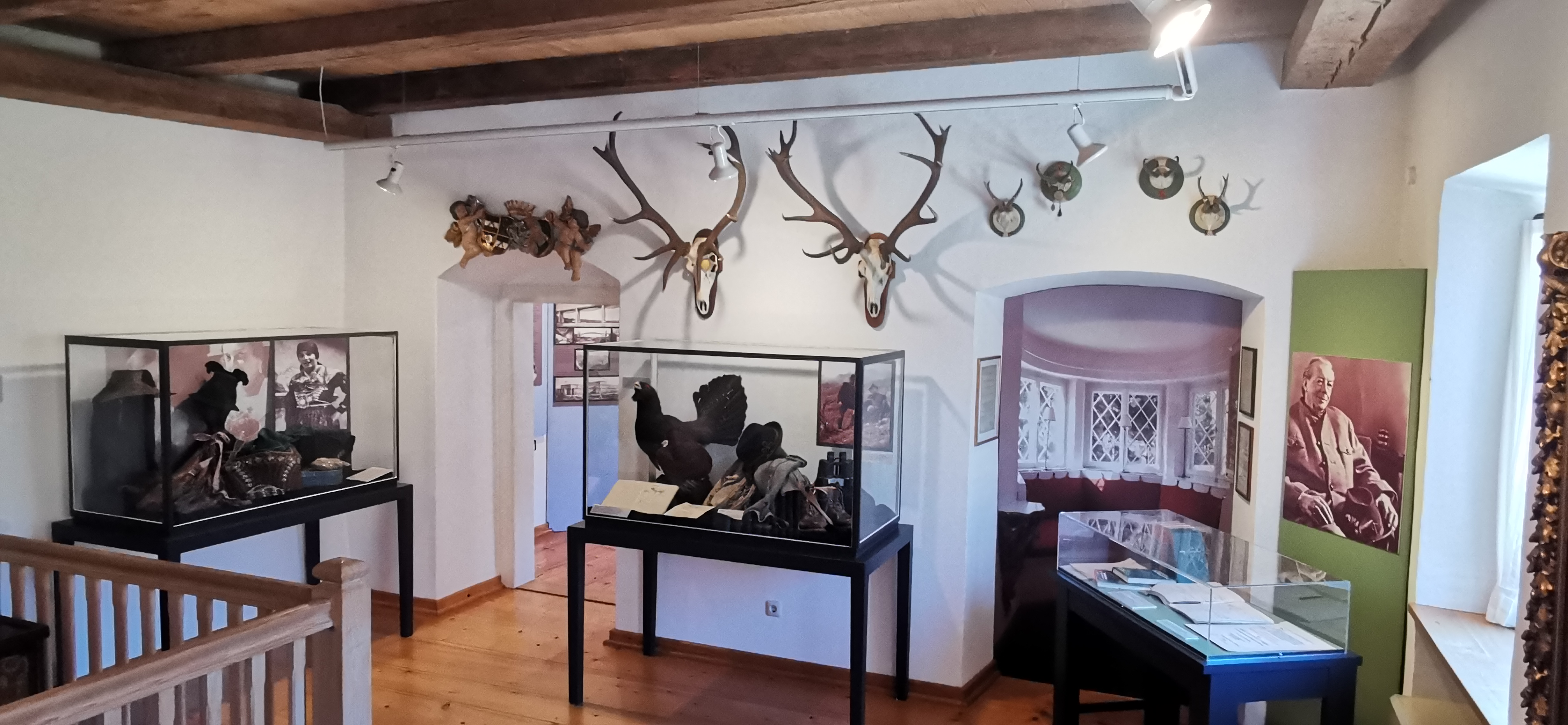
Etage zur Familie von Cramer-Klett – vorderer Raum
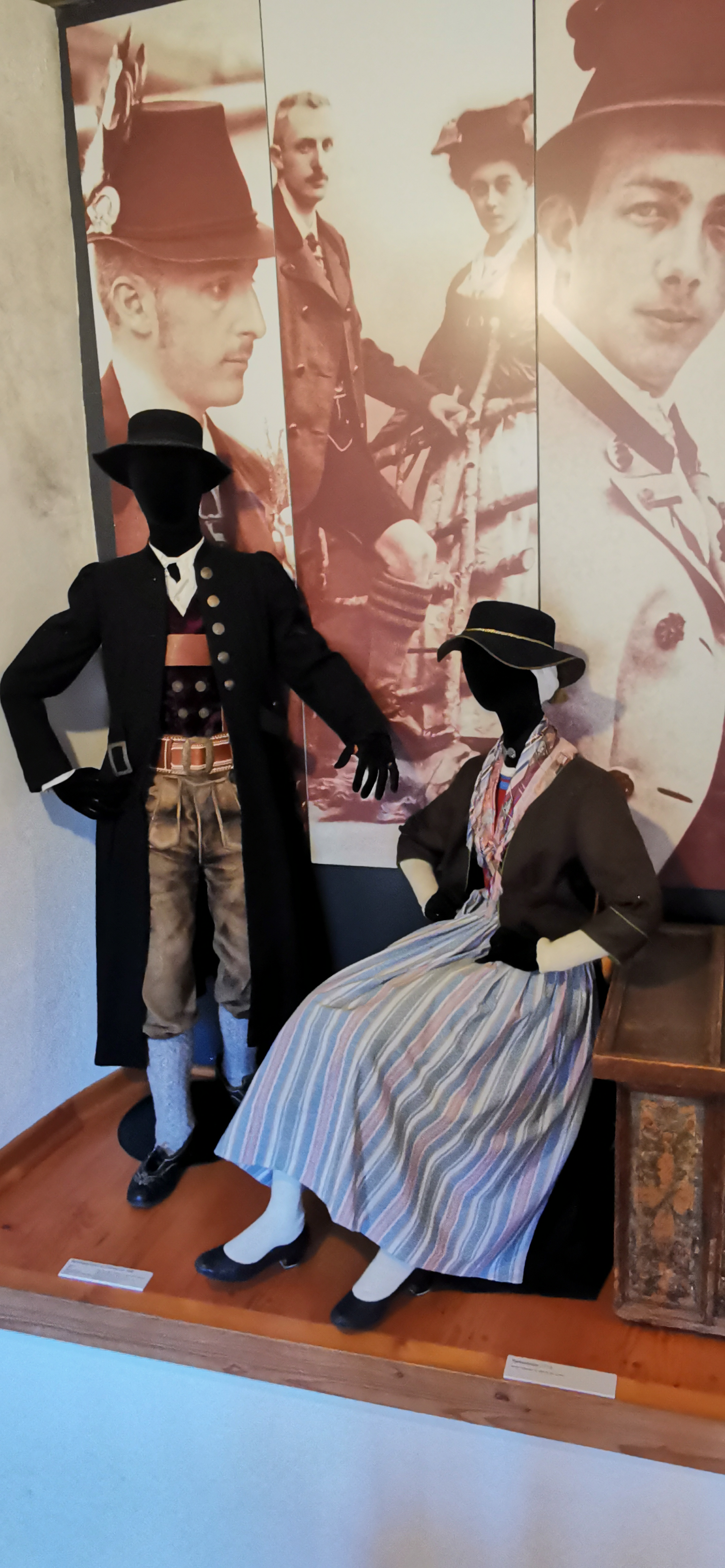
Sonntagsgewand Priental um 1800
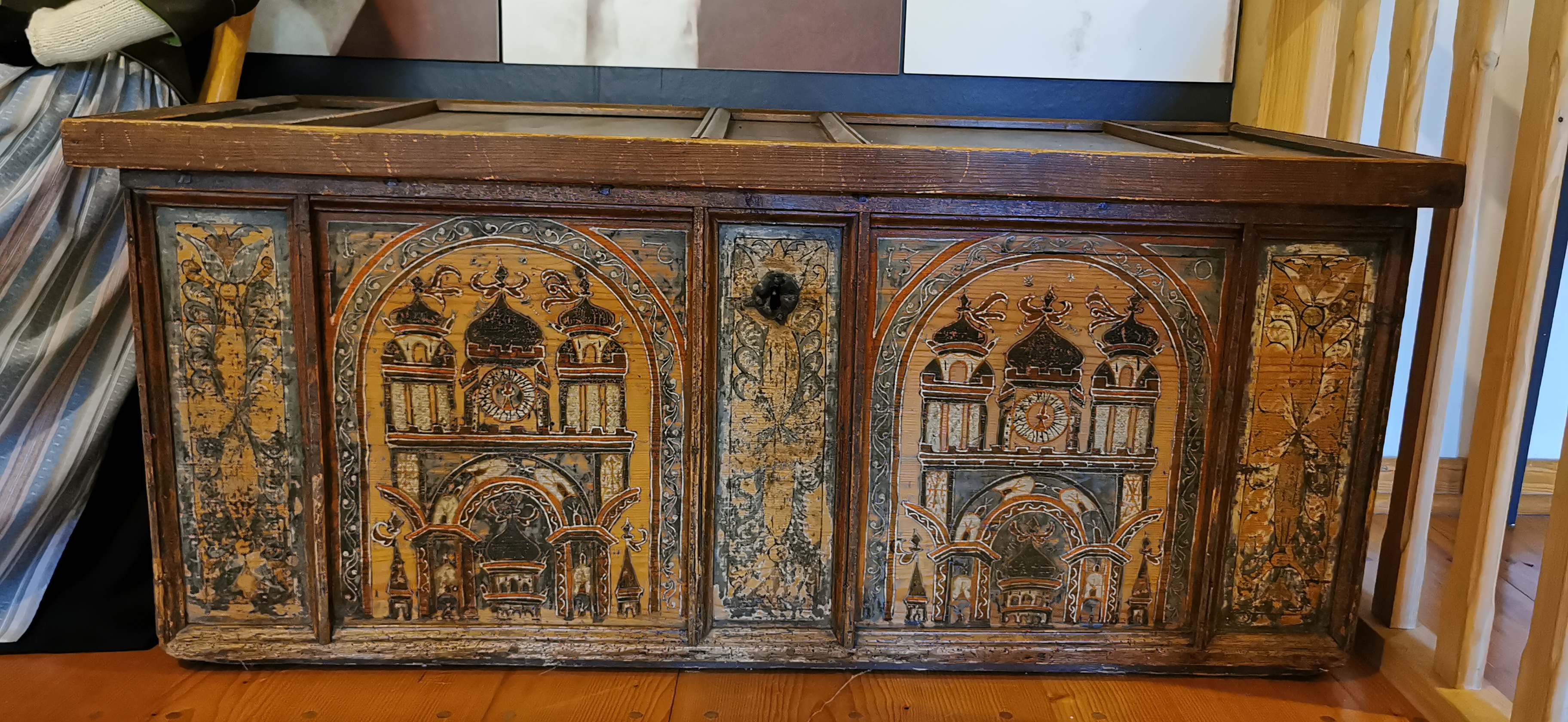
Türkentruhe (1713)